# Библионочь
Библионо́чь — ежегодная социально-культурная акция, посвящённая чтению, проходит в апреле по всей России. В эту ночь библиотеки, книжные магазины, литературные музеи и арт-пространства расширяют время и формат своей работы. 

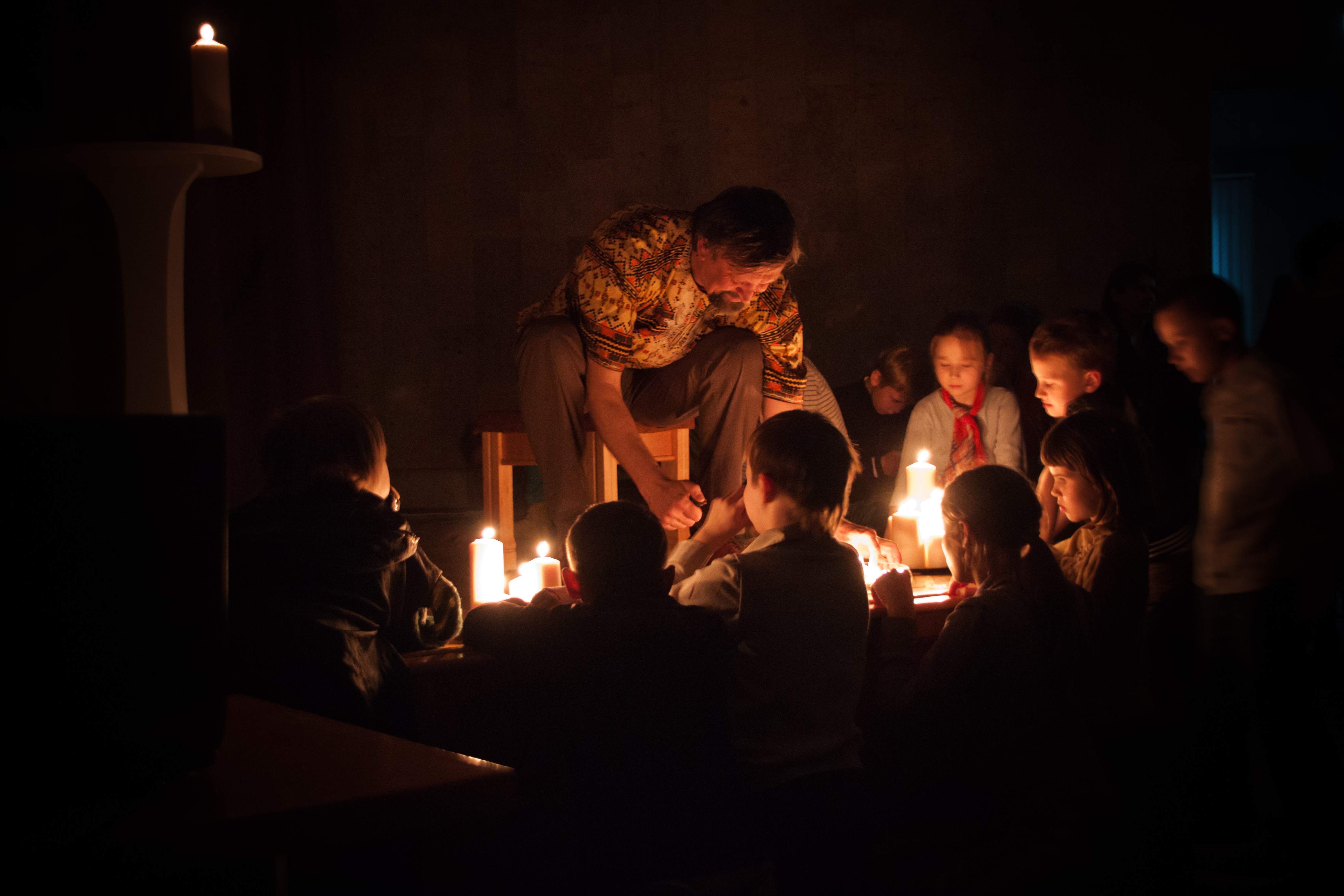
Юрий Нечипоренко. Библионочь-2012 в РГДБ

Цель мероприятия — развитие библиотечного, музейного и книжного дела, популяризация чтения, организация новых форматов культурного отдыха горожан.
Впервые акция прошла в 2011 году, благодаря своим авторам Илье Николаеву (АМК) и Александре Вахрушевой (заместителю директора Библиотеки-читальни им. И.С.Тургенева) при поддержке библиотечного сообщества и Ассоциации менеджеров культуры (АМК). Через два года мероприятие поддержали более 2000 площадок по всей стране.

## Хронология
- В 2011 году: изначально акцию инициировали Илья Николаев и Александра Вахрушева, привлекая  пользователей  Facebook, интересующиеся литературой и издательским делом. Авторы  придумали «Библионочь» в июне 2011 года, и тогда впервые было проведено  мероприятие в библиотеке Тургенева во время фестиваля «Ночь музеев». Событие прошло без происшествий, и департамент культуры поддержал идею активистов[1].

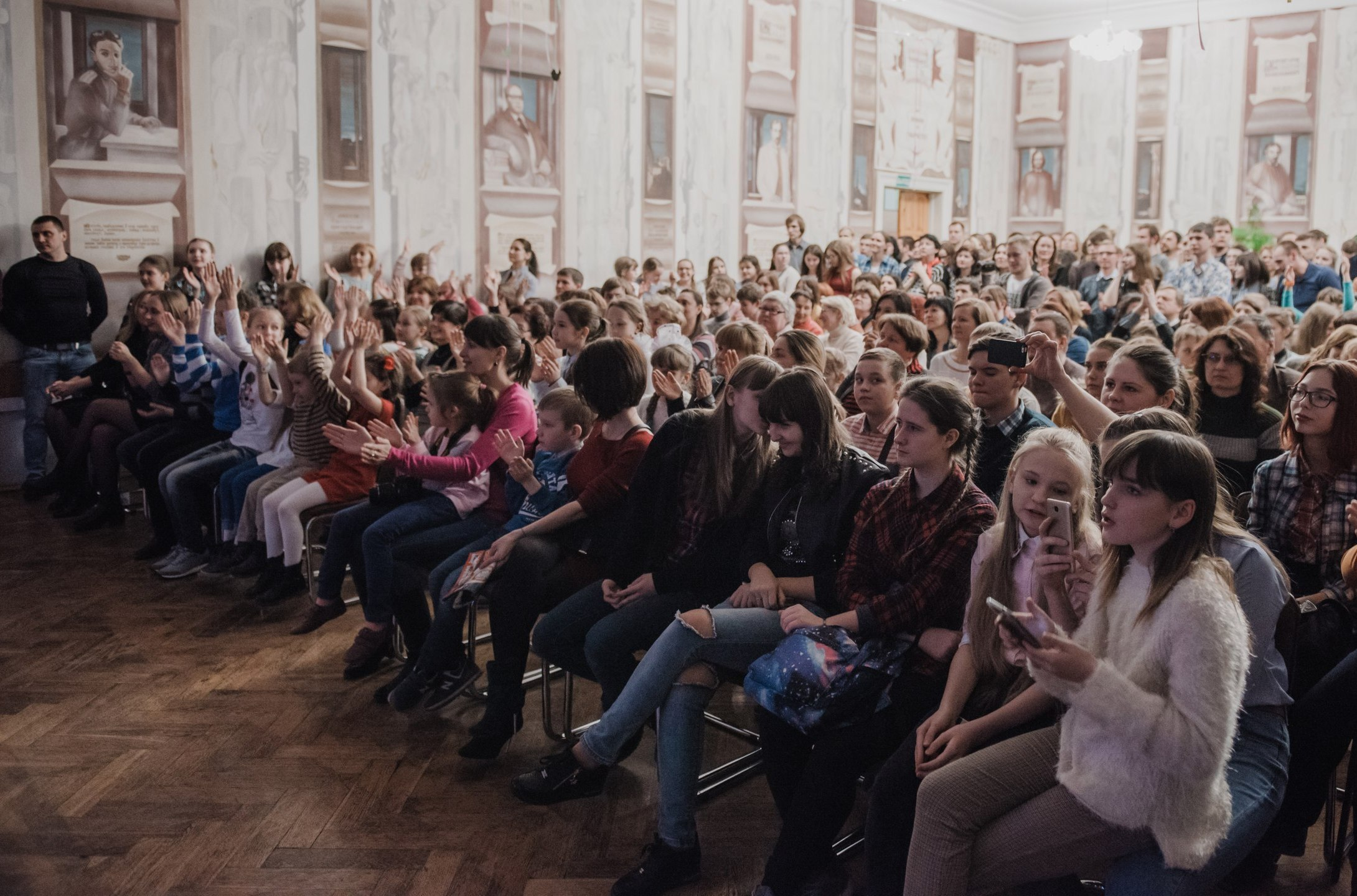
Библионочь-2017

- Библионочь-2017В 2012 году: первая всероссийская акция «Библионочь» прошла в 90 городах России. Каждая библиотека представила свою программу: от конкурсов и мастер-классов, до встреч с авторами и экскурсий в библиотечный фонд. Библиотеку Тургенева посетили около 2,5 тысяч человек. В прошлом году, когда библиотека участвовала в акции «Ночь музеев» её посетили 500 человек. Благодаря акции в библиотеку записались 53 человека (при среднем показателе 10 записавшихся в день)[2].
- В 2013 году: все программы объединила тема «Большое литературное путешествие». Для детей провели специальное мероприятие в детских библиотеках — «Библио-сумерки».
- В 2014 году: тема «Библионочи» — «Перевод времени». Все площадки, участвующие в мероприятии, стали навигаторами во времени. В акции впервые приняли участие известные ресурсы электронных книг Bookmate и ЛитРес.

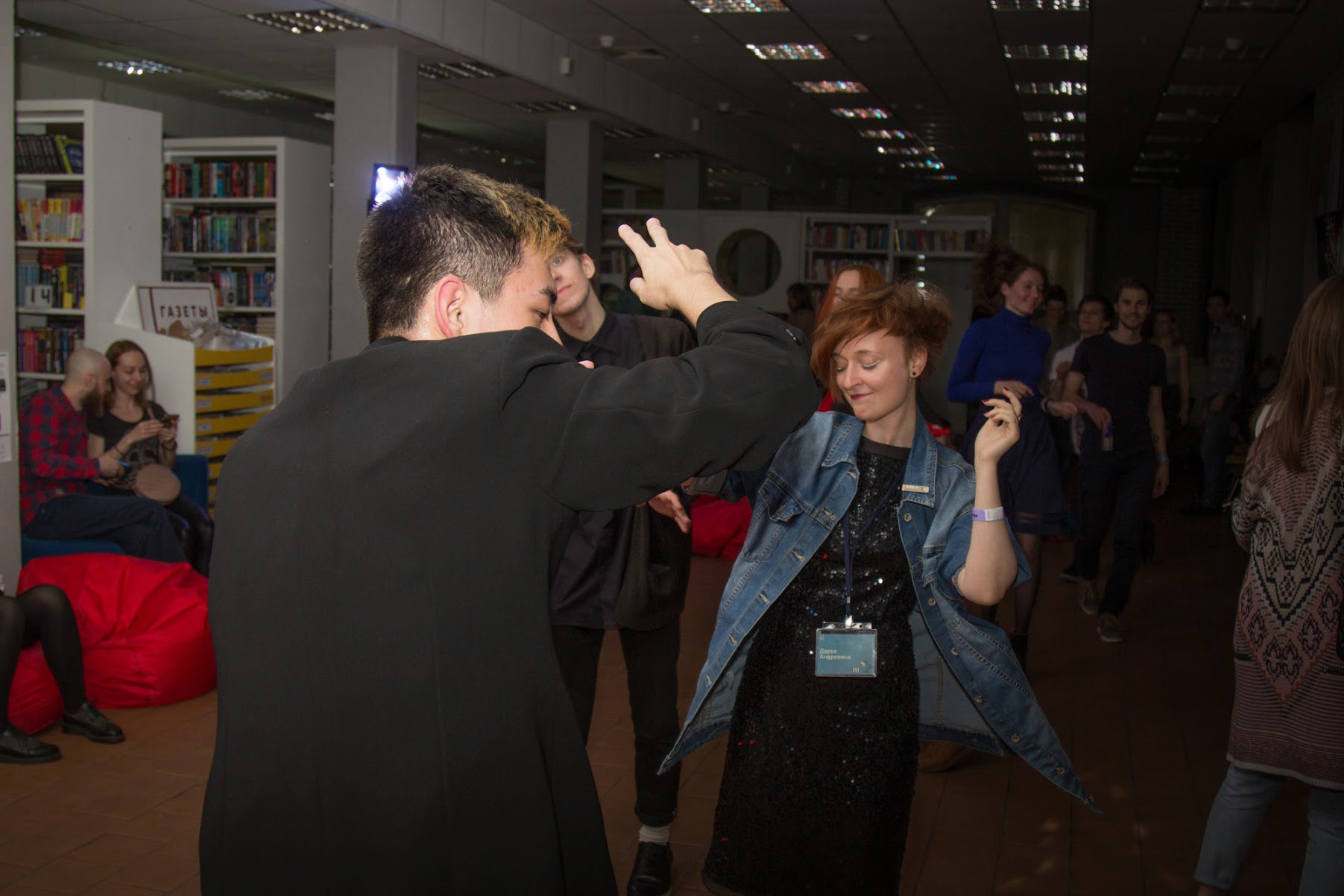
Библионочь 2017 в Центральной библиотеке им. Н.А. Некрасова (Москва)

- Библионочь 2017 в Центральной библиотеке им. Н.А. Некрасова (Москва)В 2015 году: тема акции — «Открой дневник — поймай время». Посетители приняли участие в спецпроектах: «Город в словах», «Художник и книга», «Библиосумерки», «Библиофары», «Дневник горожанина». В 2015 году установлен рекорд посещаемости «Библионочи»: в Москве мероприятие посетили около 150 тысяч человек, это на 30 тысяч человек больше, чем в прошлом году[3].
- В 2016 году: тема акции — «Читай кино!», мероприятия были посвящены кинематографу и книгам, по которым были сняты фильмы. В этот день прошёл запуск единого графика работы московских библиотек: время работы продлили до 22:00.
- В 2017 году: тема акции —  «Новое прочтение». В ней приняли участие 84 региона, некоторые из них – впервые. Так, в Вологде в акции впервые участвуют 16 библиотек. При этом, например, в Новосибирской области в акции участвуют все 865 библиотек, в Подмосковье – более 800 библиотек.[4]
- В 2020 году акция прошла в онлайн-режиме из-за карантина, вызванного пандемией COVID-19[5]. Рекордное количество просмотров набрала Центральная универсальная библиотека им. Н.А. Некрасова  проектом "Что будет дальше" - 650 тыс. просмотров[6][7].
- В 2021 году акция прошла 24 апреля. Тема акции "Книга-путь к звездам". Впервые[8] старт акции дали как на Земле, так и в космосе. Российские члены экипажа МКС Олег Новицкий и Петр Дубров поприветствовали участников. В "Библионочи" принимали участие около 40 тыс. библиотек, музеев, книжных магазинов. В рамках акции по всей России прошло около 3,5 тыс. мероприятий[9]. Каждая библиотека предложила свою культурно-просветительскую программу "Библионочи-2021": театральные представления, концерты, интеллектуальные игры, квизы, квесты, творческие встречи и мастер классы. Центральная районная библиотека Красносельского района представила своих читателей встречей с актерами Сергеем и Анной Мигицко, которые ответили на вопросы ведущих и участников встречи[10].
- В 2022 году «Библионочь» прошла 28 мая. Тематика акции "Библионочи-2022" тесно связана с проведением Года культурного наследия народов России и посвящена традициям. Организаторы акции - Министерство культуры Российской Федерации, портал культурного наследия и традиции России "Культура РФ". В этом году операторами акции выступают Российская государственная детская библиотека и Российская государственная библиотека[11].
- В 2023 году в год педагога и наставника акция прошла 27-28 мая под слоганом «Читаем вместе»[12]. "Библионочь-2023" объединила более шести тысяч учреждений в 89 регионах. Главным мероприятием акции стал литературный марафон чтений, а главным куратором стала Российская государственная библиотека. Совместно с проектом «Русские чтения» она запустила цикл публичных чтений по всей стране. Впервые к чтениям присоединились участники из библиотек новых регионов. Первыми марафон открыли чтецы из Центральной библиотеки имени А. П. Чехова из Владивостока. Кульминация марафона состоялась в Москве в Третьем читальном зале Российской государственной библиотеки с участием известных актёров Ивана Охлобыстина и Александра Олешко, музыкантов Дмитрия Маликова и Юлианны Карауловой, телеведущей Тутты Ларсен. Ведущей стала Яна Чурикова[13]. В 21:30 в честь заключения просветительской акции в золотистый цвет окрасилось колесо обозрения «Солнце Москвы» на ВДНХ[14].